# Метод ван дер Пау
Метод ван дер Пау — 4х-зондовий метод вимірювання величини двовимірного (або площинного) питомого опору та коефіцієнта Холла будь-якого матеріалу, що проводить струм. Метод застосовується до плоского зразка довільної форми; товщина зразка повинна бути набагато меншою за відстань між контактами, які розміщені по периметру зразка. Якщо відома товщина провідного шару, то можна визначити тривимірний (звичайний) питомий опір, помноживши двовимірний питомий опір на товщину провідного шару.
Метод вперше було запропоновано Лео ван дер Пау у 1958 році.